# Bauhinia brevipedicellata
Bauhinia brevipedicellata är en ärtväxtart som beskrevs av Jarvie. Bauhinia brevipedicellata ingår i släktet Bauhinia och familjen ärtväxter. Inga underarter finns listade i Catalogue of Life.